# Verbum nobile
Verbum nobile (títol original en polonès, en català La paraula d'un noble) és una obra dramaticomusical en un acte composta el 1860 per Stanisław Moniuszko sobre un llibret en polonès de Jan Chęciński. Es va estrenar l'1 de gener de 1861 al Gran Teatre de Varsòvia.